# Galago
Galago és un gènere de primats de la família dels gàlags. Són probablement els segons primats més nombrosos d'Àfrica, després dels humans.
Es creu que els membres primitius d'aquest gènere foren els ancestres de tots els lèmurs.

## Distribució i hàbitat
Viuen als grans boscos del continent africà.

## Comportament
Com moltes altres espècies, marquen els seus territoris per mitjà de l'orina. En particular, aquests primats, es ruixen l'orina a les mans i deixen rastres pels arbres pels que grimpen, i segueixen aquests camins detectables a través dels arbres, nit rere nit.
Estan relacionats amb els lorísids, i tenen un comportament i una anatomia similar. No obstant això, són molt més ràpids, i cacen generalment més aviat per velocitat que per sigil.

## Classificació
Hi ha diverses classificacions fetes per diversos autors.
- Gènere Galago
  - Grup Galago matschiei
    - Gàlag de Matschie (Galago matschiei)

  - Grup Galago senegalensis
    - Gàlag de Somàlia (Galago gallarum)
    - Gàlag d'Angola (Galago moholi)
    - Gàlag del Senegal (Galago senegalensis)